# Dan Mihai Leompescu
Dan Mihai Leompescu (n. 20 septembrie 1976, București) este solist vocal, chitarist,clapar, compozitor, producator muzical. Este fondatorul trupei Manfellow.